# Изгубљени симбол
Изгубљени симбол (енгл. The Lost Symbol) је роман аутора Дена Брауна из 2009. године. После великог успеха претходне четири књиге (Да Винчијев Код, Тачка преваре, Анђели и демони и Дигитална тврђава), Браун је одлучио да напише директан наставак свог најпознатијег дела Да Винчијев код. Најновији Браунов бестселер, „Изгубљени симбол“, на америчком тржишту се појавио 15. септембра 2009. године и то у 5,6 милиона примерака. Првобитни тираж био је за 600.000 примерака мањи али је издавачка кућа Даблдеј након великог интересовања за књигом повећала тираж. Само у току прве недеље продаје роман је продат у преко 2 милиона примерака у САД, Канади и Уједињеном Краљевству. Тиме је оборио све светске рекорде и постао најбрже продавани роман за одрасле у историји. Крајем исте године издавачка кућа Соларис из Новог Сада објавила је и превод на српски језик, који је проглашен за најпродаванију књигу на Београдском сајму књига 2009.

## Ликови
- Роберт Лангдон
- Малак / Закари Соломон
- Питер Соломон
- Кетрин Соломон
- Изабел Соломон
- Триш Дан
- Марк Зубијанис
- Ворен Белами
- Иное Сато
- Нола Кеј
- Рик Периш
- Тернер Симкинс,
- Пречасни Колин Галовеј
- Трент Ендерсон
- Алфонсо Нуњез
- Џонас Фокман
- Омар Амирана
- Пејџ Монтгомери
- Агент Хартман

## Објављивање
Изгубљени симбол је годинама очекиван на рафовима књижара. Његово објављивање првобитно је најављено за 2006. годину, међутим издавачи али и сам писац више пута су одлагали датум премијерног издања књиге. Светску премијеру Изгубљени симбол је имао 15. септембра 2009. Првобитно је издавачка кућа Даблдеј најавила први тираж од пет милиона примерака, али је због великог интересовања повећан за шест стотина хиљада.
У Сједињеним Америчким Државама издата је и ограничена серија са потписом Дена Брауна по цени од 75 долара.
Колосална реклама пратила је целокупни процес појављивања књиге. Откако је Даблдеј најавила да је откупила ексклузивна права над Изгубљеним симболом сваки детаљ везан за роман био је строго чувана тајна. Да се водило рачуна о свему говори и податак да су оригинални рукописи чувани на посебном месту, а да се име чувара водило као најстроже чувана тајна у Даблдеју. Сви који су добили књигу пре 15. септембра морали су да потпишу посебан уговор у којем је стојала клаузула о поверљивости како би се спречила могућност да детаљи о заплету романа „процуре“ у јавност. Међутим и поред тога, у Аустралији се почетком јула појавила слика корице новог романа што је наговестило фановима да је део радње смештен у Вашингтону. Спекулисало се да је део заплета можда смештен и у Лондону или неком од Аустралијских градова.
У Рејкјавику је 14. октобра објављена изјава директорке издавачке куће Бјартур Гудрун Вилмундардотир да је исландски превод књиге украден. Због тога је датум објављивања на исландском померен за неколико недеља.
Читаоци из Србије имали су прилику да већ 15. септембра у београдским књижарама Мамут и Академију набаве Изгубљени симбол на енглеском језику. Тачно у један сат и минут после поноћи почела је продаја у Београду, у исто време када и у књижарама широм света. Новосадска издавачка кућа и књижара Соларис једна је од првих у свету која је за мање од два месеца превела и објавила рукописе новог Брауновог бестселера. Соларис је откупио ексклузивна права за Србију и Црну Гору а рукописе књиге преузео је на дан када је почела светска продаја. 26. октобра објављено је издање на српском језику.
На Београдском сајму 2009. године за само два дана продала је 5.000 примерака. У наредних пет дана продато је још нешто више од 2.000 копија по промотивној цени од 1.200,00 динара. Због ограниченог тиража од 12.000 примерака Соларис је одлучио да одређени број књига прода искључиво путем интернета. У Соларисовим књижарама цена романа је 1.350,00 динара.
У Црној Гори књига се може купити по цени која варира између 13,5 и 15 евра.
| Датум               | Држава                                                       | Назив | Језик       | Издавач |
| ------------------- | ------------------------------------------------------------ | ----- | ----------- | ------- |
| 15. септембар 2009. | Премијера · Сједињене Државе · Канада · Уједињено Краљевство |       | енглески    | Даблдеј |
| 23. октобар 2009.   | Италија                                                      |       | италијански | -       |
| 26. октобар 2009.   | Србија · Црна Гора                                           |       | српски      | Соларис |
| 29. октобар 2009.   | Шпанија · Латинска Америка                                   |       | шпански     | -       |
| 30. октобар 2009.   | Холандија                                                    |       | холандски   | -       |
| 11. новембар 2009.  | Хрватска                                                     |       | хрватски    | V.B.Z.  |
| 16. новембар 2009.  | Данска                                                       |       | дански      |         |
| 26. новембар 2009.  | Француска                                                    |       | француски   |         |
| 10. децембар 2009.  | Русија                                                       |       | руски       | -       |
| 18. јануар 2010.    | Румунија                                                     |       | румунски    |         |
| 27. јануар 2010.    | Пољска                                                       |       | пољски      |         |
| 3. март 2010.       | Јапан                                                        |       | јапански    | -       |

Интересовање за нови Браунов роман је велико. Месецима пре него што ће се књига појавити у књижарама, путем он-лајн продаје резервисано је неколико хиљада примерака. На сајту amazon.com наводи се податак да се књига већ 244 дана налази на листи бестселера, иако је она у продају пуштена пре мање од 100 дана. Њујорк тајмс оцењује да би Изгубљени симбол могао да премаши и тираж Да Винчијевог кода који је продат у преко 81 милион копија широм света. У прилог томе иде и чињеница да се роман тринаесту недељу за редом налази на Тајмсовој листи најпродаванијих. Првих једанаест недеља био је први у категорији најпродаванијих књига када га је на другом месту потиснуо роман „U“ Is for Undertow ауторке Сју Графтон. Међутим недељу дана после ново Брауново дело повратио је прву позицију. У току првог дана продаје продато је преко милион примерака у САД, Канади и Великој Британији чиме су оборени сви дотадашњи рекорди продаје књига за одрасле. И сама издавачка кућа Даблдеј у власништву Рендом Хауса била је изненађена брзином којом се књига продаје. Због тога је наредила хитно штампање додатних 600.000 примерака. И после три месеца од почетка продаје највећа светска издавачка кућа Рендом Хаус наводи податак да је Изгубљени симбол најтраженије дело. Портал amazon.com наводи податак да је роман био један од шест најпродаванијих необјављених романа у 2009. године пре 15. септембра. И америчка и британска верзија портала рангирала је Изгубљени симбол за првог бестселера. Највећа америчка дистрибутерска кућа Барнс енд Нобл и Лондонски Вотерстоун истичу да су у првој недељи продаје Изгубљеног симбола оборили све светске рекорде продаје, док Nielsen BookScan указује на зараду од 4.6 милона фунти од продаје 550.946 копија романа за мање од седам дана.
Читаоцима у Србији и Црној Гори првобитно је било најављено да ће српски превод објавити издавачка кућа IPS, међутим књижара Соларис откупила је ексклузивно право дистрибуције за Србију и Црну Гору. Како је дело штампано на латиници, могло се наћи и у понуди књижара из Босне и Херцеговине.
Према порталу knjizara.com Изгубљени симбол је осму недељу од објављивања српског превода једна од најтраженијих књига. У Сарајеву је на петом месту у децембру док портал interliber.com наводи да је роман најпродаванија књига у Босни и Херцеговини за новембар месец.

## Филмска адаптација
Неколико месеци пре него што ће се појавити у продаји нови Браунов роман, челници америчке продукцијске куће Колумбија пикчрс изјавили су да су заинтересовани за екранизацију Изгубљеног симбола који би већ 2012. могао да се нађе у биоскопима. Разлог томе може бити и успешност адаптације Анђела и демона која је током 2009. зарадила више од 485 милиона долара.